# Kolonia Ostrowicka
Kolonia Ostrowicka (niem. Colonie Österwitt, daw. Kolonia Ostrowite) – wieś kociewska w Polsce, położona w województwie pomorskim, w powiecie tczewskim, w gminie Gniew przy skrzyżowaniu drogi krajowej nr 91 z drogą wojewódzką nr 231. Wieś jest siedzibą sołectwa w którego skład wchodzą również miejscowości Dąbrówka, Ostrowite i Stary Młyn. Leży 6 km na zachód od Opalenia. Jest to wieś zwarta i wielodrożna. Położona jest na wysoczyźnie pojeziernej.
W latach 1975–1998 miejscowość administracyjnie należała do województwa gdańskiego.

## Integralne części wsi
| SIMC    | Nazwa      | Rodzaj |
| ------- | ---------- | ------ |
| 0161275 | Stary Młyn | osada  |

## Historia
Do Kolonii Ostrowickiej w XVI–XVIII wieku przybywali osadnicy olenderscy, ale masowe zagospodarowanie gruntów majątku nastąpiło w wyniku ich parcelacji i (na przełomie XIX i XX wieku) zaczęło wykształcać się nowe osiedle o nazwie Kolonia Ostrowicka. We wsi był młyn wodny. Wybudowano szkołę powszechną 3-klasową. W okresie międzywojennym Kolonia osiągnęła liczbę 1000 mieszkańców (w tym 4 rodziny niemieckie), powstały placówki usługowe i sklepy. We wsi i wśród przejezdnych stała się znana "Murowana Karczma" (dziś "Pod Kasztanem") z salą zebrań i sceną, której właścicielem był Antoni Leczkowski (1924 r.). Działało Stowarzyszenie Młodzieży Męskiej i Żeńskiej, koło Powstańców i Wojaków, organizacja Przysposobienia Wojskowego, czy Ochotnicza Straż Pożarna, której naczelnikiem był Molus (1937 r.). 
W pierwszych miesiącach okupacji niemieckiej w 1939 r. zostali zamordowani przez hitlerowców: Edward Chyliński, Franciszek Chyła (kleryk), Bernard i Jan Glinieccy, Kazimierz Hallagiera, Leon Materna, Leon Ordon, Benedykt Sajdowski, Bronisław Smolewski (Stutthof, 1941) i Wodkowski (senior). W grudniu 1939 r. powstała lokalna grupa NSDAP pod kierownictwem E. von Kriesa. W październiku 1943 r. gmina Kolonia Ostrowicka liczyła 2948 ha powierzchni i 3401 mieszkańców. 19 lutego 1945 Kolonia Ostrowicka została wyzwolona spod okupacji przez wojska radzieckie.
Po wyzwoleniu przy szkole podstawowej powstała Szkoła Przysposobienia Rolniczego (po 1957 r.). 22 maja 1975 r. wieś sołecka Kolonia Ostrowicka została wyłączona z gminy Nowe i przeszła w skład gminy Opalenie. Zbudowano pawilon handlowy spożywczo-przemysłowy (1977 r.), powstał sklep dziewiarski i m.in. kiosk "Ruchu". W znacznym stopniu w czynie społecznym została zbudowana nowa remiza OSP (1980 r.). W 1977 r. zawiązała się Rolnicza Spółdzielnia Produkcyjna "Tęcza", która w 1983 r. połączyła się z RSP "Zwycięstwo" w Rudnie. Powstał też nowy młyn.

## Zabytki
- zespół dworsko-parkowy z końca XVIII wieku
- młyn z XIX-XX wieku
- Karczma pod Kasztanem
- dom mieszkalny z 1911
- figura Jezusa zbudowana w 1922